# 고담 (삼국지)
고담(顧譚, ? ~ ?)은 중국 삼국 시대 오나라의 관료로, 자는 자묵(子默)이며 양주 오군 오현(吳縣) 사람이다. 승상 고옹의 손자로, 고옹 사후 태상·평상서사를 지냈으나 이궁의 변에 연루돼 몰락했다.

## 생애
약관의 나이에 제갈각·장휴·진표와 함께 선태자 손등의 사우가 되었다. 중서자, 보정도위로 전임되었다.
적오 연간, 제갈각의 뒤를 이어 좌절도로 전임되었다. 장부를 살필 때에 주산을 쓰지 않고 손가락과 암산으로 의심스럽거나 잘못된 부분을 모두 찾아내 이로써 수하들을 복종시켰다. 봉거도위가 더해졌다. 설종이 선조상서로 임명되자 고담에게 사양했으나, 설종은 적오 5년(242년)에 선조상서를 겸임한 채로 태자소부가 되었다. 고담은 설종이 죽은 후에 그를 대신했다. 선조상서를 지내며 손권의 신임을 받고 있었으나, 손권의 조카딸이 고옹의 조카에게 시집가 손권이 고옹 일족을 불러 연회를 열었을 때 일어나 그칠 줄 모르고 세 번 춤을 췄는데 고옹은 이를 교만한 태도로 보아 속으로 분노하고 다음날 고담을 집안을 망칠 자라고 꾸짖었다.
고옹이 243년에 죽자, 고담은 태상이 되었으며, 고옹을 대신하여 평상서사가 되었다. 이때 노왕(魯王) 손패가 사랑을 받아 태자 손화와 같은 대우를 받자, 상소를 올려 적자와 서자의 절도를 분명히 할 것을 말했으므로, 손패와 사이가 벌어졌다. 또, 위위장군 전종의 아들로 손패의 도당인 전기가 편협하고 간사하였으므로 용납하지 않았다. 고담의 아우 고승과 장휴는 북쪽으로 수춘을 정벌하러 갔고, 전종이 대도독으로서 위의 왕릉과 싸웠다. 오군의 형세가 불리하여 장군 진황의 군대가 괴멸되었는데, 고승과 장휴는 분투하여 위나라의 공세를 막아냈고, 위군의 공격이 멈추자 전종 일족의 아들 전서·전단이 진격하여 왕릉은 퇴각했다. 논공행상 때 적을 막은 고승과 장휴의 공을 적을 물러나게 한 전서와 전단의 공보다 크게 평가하여 고승과 장휴는 잡호장군, 전서와 전단은 비장군에 임명했다. 이로써 전종 일족은 고담과 원한을 더욱 쌓아, 고담을 참소했고, 마침내 고담은 교주(交州)로 유배당했다. 유배당할 때 사사로이 재산을 모은 것이 없었으며, 노비는 열 명이 채 되지 않았다.
유배지에서는 조용히 살면서 《신서》20편을 지었다. 그 중 〈지난편〉은 자신의 처지를 슬퍼한 것이다. 유배된 지 2년 만에 42세로 교지(交趾)에서 죽었다.

## 고담의 친족관계

### 관련 인물
- 고소
- 고승
- 고옹

## 같이 보기
- 삼국지 인물 목록